# Mycomya trifida
Mycomya trifida är en tvåvingeart som först beskrevs av Ostroverkhova 1979.  Mycomya trifida ingår i släktet Mycomya och familjen svampmyggor. Inga underarter finns listade i Catalogue of Life.